# Begunci (Vandot)
Begunci (1916) so daljše pripovedno besedilo za odrasle pisatelja Josipa Vandota, izhajali so v časniku Edinost, v knjižni obliki niso bili ponatisnjeni. Delo opisuje tragične življenjske usode Primorcev, ki so morali zaradi bojev na soški fronti zapustiti svoje domove in oditi v begunstvo.

## Vsebina

### Lidija
Vlaki so na sever pripeljali na tisoče beguncev, ki so se nato naselili zunaj mesta. Minevala so leta, hrepenenje po domu je ostajalo, upanje na vrnitev v domačo vas počasi izginjalo. Sredi te turobnosti se je pojavila Lidija, ki je dan za dnem sedela v parku, brala Kettejeve Poezije in kramljala z izgnanci. Skupaj s prvoosebnim pripovedovalcem sta dolge dopoldneve sanjarila o domačem Krasu, večere pa sta preživljala na griču in poslušala godbo. Nekega večera je Lidija na nebu zagledala nekaj belega, okrog nje so se zbrali izgnanci, prepričani, da prihaja golob z oljčno vejico. Vseh se je polotila radost, saj se bodo končno vrnili domov. V pripovedovalcu se je zbudila jeza, zabičal jim je, da tega goloba najverjetneje sploh še ni na svetu in da je to le utrinek. Iz paradiža so bili pregnani, ostal jim je le strah, da se morda nikoli več ne vrnejo, da umrejo na tem mrzlem severu. Izgnanci so se razjezili in prestrašili, vendar so vedeli, da je povedal le to, kar je globoko v sebi vedel vsak. Odšli so brez besed, Lidija se jim je objokana pridružila. Pripovedovalec je spoznal, da bo od zdaj naprej po trnovih poteh tujine hodil sam.

### Rozalka
Pripovedovalec se je neke noči spomnil na Rozalko in njeno družino. Spominjal se je lepih trenutkov, ki jih je preživel v njeni gostilni. Nato mu je na dušo leglo nekaj neznosnega, jasno mu je bilo, da jo bo videl še to noč. Prenehal je z delom in čakal na vlak, ki je vozil begunce. Ko je ta prispel, je slišal obupano pesem žensk, ki so Kristusa prosile za usmiljenje. Nenadoma ga je poklicala Rozalka in se ga krčevito oklenila ter zajokala na ves glas. Vsa bleda in objokana je pritekla še njena najstarejša hči Milica. Rozalki je vojna vzela moža in hčeri. S svojo kruto usodo se je sprijaznila, zaveda se tudi trpljenja celotnega naroda. Pripovedovalec ji je pomagal nazaj na vlak, ki je izgnance peljal proti Lipnici. Rozalka ga je prosila, naj pozdravi njihov paradiž pod Čavnom, saj ve, da ga ne bo videla nikoli več. Vlak je odpeljal v noč, pripovedovalec pa se je spraševal, zakaj sta njegovemu narodu namenjena večno trpljenje in nesreča.

### Vida
Poglavje se začne z zgodbo o bedaku Martinu iz Svetega Križa, ki se je odločil, da bo preštel, koliko kapljic ima Adrija. Morje je bilo užaljeno in je v jezi pogoltnilo bedaka. Ta zgodba je izhodišče, da se v osebni in kolektivni drami izgnancev pojavi še vprašanje »naše Adrije«.
Pripovedovalec je ves izmučen hodil po ogrski ravnini. Po več urah je naletel na zapuščeno vas. Pri zadnji hiši je stalo dekle, ki je popotnika sprejelo. Pri Martiki se je najedel in napil vina, nato se je ponovno podal na brezkončno pot sredi nepregledne ravnine. Prišel je v vas, kjer so živeli izgnanci, ki so ravno delali na njivi. Legel je pod jablano in poslušal razigrani deklici. Vida je Jelki pripovedovala zgodbo: »Bedak Martin ni štel kapljic, ampak je gledal bisere, ki se vsako noč pojavijo na valovih. Iz morja se je dvignila morska deklica, ki ga je povabila s seboj na morsko dno, kjer domujejo morske deklice, ki cele dneve prepevajo in ne poznajo bridkosti. Martin je odšel z njo in še danes prepeva v morskih globinah.« Jelka se je stisnila k sestrici in jo prosila, naj jo pelje k morju, ko se bodo vrnili domov. Vida ji je obljubila, da bosta odšli do morske deklice, prej pa morata počakati na belega galeba, ki bo oznanil, da se lahko vrnejo domov. S solznimi očmi sta gledali proti jugu, v pripovedovalcu pa se je ponovno prebudilo gorje, ko je videl trpljenje nedolžnih deklic.

### Dolorosa
Izgnanci so se zgodaj zjutraj zbrali pred cerkvijo in začela se je procesija k Žalostni materi božji. Pripovedovalec je hodil ob nejevoljnem patru Pavlinu in ga miril, da kraljica paradiža hodi z njimi, saj tudi sama nima strehe nad glavo. Pater je začutil, da je nad njim šinilo nekaj lahnega. Nasmejal se je in zaklical na ves glas: »O, ljudje! Svetogorska mati božja je med nami.« Ko so prispeli v svetišče, se jih je polastilo razočaranje, spoznali so, da to ni dom njihove matere božje. Pater je postal omotičen, jecljal je, da ni na Sveti gori. Pripovedovalec mu je priskrbel posteljo v samostanu.
Romarji so odšli s povešenimi glavami. Tolažbe ni bilo, njihova bolečina se je le povečala. Pripovedovalec se je vrnil k patru Pavlinu, ki je nepremično zrl v sončne žarke in šepetal. Pogledal mu je v oči in vedel je, da je pater v svoji zadnji uri ugledal Sveto goro in Svetogorsko mater božjo. Ustnice so se umirile, oči so ugasnile in še naprej strmele v sončne pramene.

## Zunanja zgradba
Pripoved je sestavljena iz osmih poglavij. Vsako poglavje je naslovjeno z imenom glavne ženske osebe, žrtve vojne. Ženski liki so postavljeni v ospredje, v ozadju pa bralca neprestano spremlja trpljenje vseh izgnancev.